# Never Too Late (serie televisiva)
Never Too Late è una serie televisiva italiana ideata per Rai Play, scritta da Federica Pontremoli, Camilla Paternò e Simona Coppini in collaborazione con Salvatore De Chirico. La serie è diretta da Lorenzo Vignolo e Salvatore De Chirico ed è prodotta da Marina Marzotto e Matteo Oddone di Propaganda Italia insieme a Leonardo Ferrara, Emanuele Cotumaccie ed Alessandro Corsetti di Rai Fiction.

## Trama
2046. Il pianeta Terra soffre per la mancanza di ossigeno e la natura è vietata alle persone al fine di poterla curare. Cinque adolescenti, dopo la misteriosa scomparsa di alcuni dei loro genitori, infrangono il divieto e si introducono nell'inaccessibile foresta di Nur, rischiando la vita per scoprire la verità e riprendersi il proprio futuro.

## Episodi
| Stagione       | Episodi | Pubblicazione |
| -------------- | ------- | ------------- |
| Prima stagione | 10      | 2024          |

## Cast e personaggi
- Maria Cabitza, interpretata da Arianna Becheroni
- Jacopo Chessa, interpretato da Roberto Nocchi
- Alex Addis, interpretata da Dana Giuliano
- Giorgio Cabitza, interpretato da Matteo Taranto
- Benny, interpretata da Mikaela Neaze Silva
- Caterina, interpretata da Jacqueline Luna

- Damiana, interpretata da Roberta Mattei

- Monica Pinna, interpretata da Elena Cucci
- Antioco Chessa, interpretato da Daniele Natali

## Produzione
La serie è stata girata principalmente in Sardegna e a Roma.